# Тирасполь (аэродром)
Аэродро́м Тира́споль — военный аэродром в непризнанной Приднестровской Молдавской Республике. Расположен в 1 км к северо-западу от столицы Тирасполя.

## История
В период с августа 1940 года по 22 июня 1941 года на аэродроме базировался 45-й бомбардировочный авиационный полк на самолетах СБ и Пе-2, входивший в состав 20-й смешанной авиационной дивизии.
На аэродром 23 июня 1941 года перебазировалась одна эскадрилья И-16 из состава 168-го истребительного авиационного полка, которая 24 июня приняла участие в Приграничных сражениях первых дней Великой Отечественной войны.
В период с 25 ноября 1945 по 15 марта 1947 года на аэродроме базировался 91-й Дембицкий ордена Богдана Хмельницкого II степени истребительный авиационный полк из состава 6-й гвардейской Донско-Сегедской Краснознамённой ордена Суворова истребительной авиационной дивизии на самолетах Як-3 и Bell P-63 Kingcobra. В марте 1947 года полк был расформирован.
На аэродроме располагалось управление и штаб 6-й гвардейской Донско-Сегедской Краснознамённой ордена Суворова истребительной авиационной дивизии в период с 17 августа 1945 года по октябрь 1951 года.
В период с 17 августа 1945 года по октябрь 1951 года базировался 73-й гвардейский Сталинградско-Венский Краснознаменный ордена Богдана Хмельницкого истребительный авиационный полк на самолетах Як-3, Bell P-63 Kingcobra и МиГ-15. Перебазирован в составе 6-й гвардейской Донско-Сегедской Краснознамённой ордена Суворова истребительной авиационной дивизии в 24-ю воздушную армию Группы советских войск в Германии.
На замену 6-й гвардейской Донско-Сегедской Краснознамённой ордена Суворова истребительной авиационной дивизии из 24-й воздушной армии Группы советских войск в Германии прибыла 119-я истребительная авиационная дивизия, 684-й гвардейский Оршанский Краснознамённый истребительный авиационный полк, которой размещался на аэродроме с августа 1951 года по 1989 год вплоть до своего расформирования. Полк имел на вооружении МиГ-15, МиГ-19, МиГ-21 и МиГ-23М.
В период с 1987 по 1990 год на аэродроме периодически базировался 642-й гвардейский истребительный авиационный полк на самолётах МиГ-27 М, Д и позже на МиГ-29, передислоцированный с аэродрома Вознесенск на период ремонта ВПП своего аэродрома.
До 1989 года использовался как военный аэродром ВВС СССР. 
Вплоть до 2012 года на аэродроме проводились автомобильные гонки.
Аэродром использовался для тренировок перед парадом 2 сентября и 9 мая;
В октябре 2012 года президент Приднестровской Молдавской Республики Евгений Шевчук заявил о намерении создать в Тирасполе на территории военного аэродрома гражданский аэропорт.
Глава делегации Государственной Думы России Сергей Гаврилов подтвердил, что аэропорт в Тирасполе будет реконструирован за счёт средств российского бюджета.
В том же году была восстановлена взлётно-посадочная полоса перед прилётом российских военных специалистов.
23 октября 2012 года российский самолёт Ан-72 приземлился в Тирасполе, что стало первым рейсом с 1998 года. А 25 октября 2012 года вылетел в Кишинёв.
10 мая 2016 года президент Приднестровской Молдавской Республики подтвердил намерение преобразовать Тираспольский аэродром в гражданский аэропорт, однако указал, что «ни Молдова, ни Украина не готовы дать соответствующие разрешения для того, чтобы транзитом пролетать через их территорию или разворачиваться через их территорию».

## Технические характеристики
Длина бетонной взлётно-посадочной полосы 2500 метров, ширина — 44 метра.

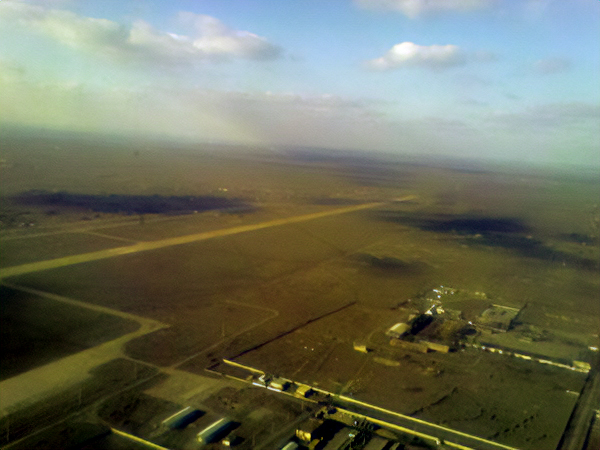

## Происшествия
Летом 1988 года произошла авария самолета МиГ-23УБ 684-го гвардейского истребительного авиаполка: при заходе на посадку на аэродром Тирасполь на глиссаде произошло попадание птицы в воздухозаборник. Лётчики увели самолёт влево от центра города и пляжа и успешно катапультировались. Инструктор майор Чмут покинул машину первым согласно порядку катапультирования, второй летчик успел покинуть самолета в последний момент, его парашют раскрылся благодаря взрыву упавшего самолета, ударившемуся о берег в 3 метрах от воды. При падении самолёта получили сильные ожоги двое детей, которые купались в стороне от пляжа вдоль дамбы. Один десятиклассник впоследствии скончался в больнице.